# 辰巳電子工業
辰巳電子工業株式会社（TATSUMI ELECTRONICS CO., LTD.）は、奈良県橿原市に本社を置く、アーケードゲーム機やソフトの企画・開発・製造・販売を行うメーカー。「タツミ（TATSUMI）」のブランドネームでも知られる。

## 概要
1970年8月25日設立。おもな事業は、電子応用機器の設計・製造、コンピュータグラフィックス技術の開発など。
1983年、アーケード用大型筐体ゲーム『TX-1』を開発。その後も大型筐体によるレースゲームやシューティングゲームを、年に一作ペースでリリースしていった。
1997年には手相占い機『人生体験マシーン どうし手相なるの?』、1998年にはオリジナルトレーディングカード作成機『Lovegety STATION』を開発。2000年以降は、プリントシール機が開発の中心となっている。

## アーケードゲーム作品
- TX-1（1983年10月）
モニターを横に3台並べた「マルチスクリーンゲーム」第一弾の3Dレースゲーム。ただし、後にタイトーが発売する『ダライアス』や『ニンジャウォーリアーズ』などの3画面筺体とは違い、画面の間の切れ目は存在する。
同社の社長が夢の中で「3画面筺体のゲームを作れ」とのお告げを受け、スタッフに開発を指示した[2]。
ナムコ（現・バンダイナムコアミューズメント）の『ポールポジション』の後発で、様々なスケールアップを図ったものとなっている。内容はセガの『アウトラン』でも採用された、途中で分岐のある公道を走行し、最後にサーキットに入り規定周回数を完走するとゴールとなるシステム。フォーミュラーカー題材でクローズドながらも道中である公道と最終分岐点であるサーキットでのレースとなるシステムは、イタリアで1970年代までレースカー混在で開催されていた自動車レース「ジーロ・デ・イタリア・オートモービル」から連想されるものもあり、海外でも好評を博した。
なお海外ではナムコがライセンス享受しアタリブランドで発売したことから、ポールポジションとは異母兄弟の関係となった（どちらも路肩にアタリロゴの看板が登場する）。
- TX-1 V.8（1984年）
マルチスクリーンゲーム第二弾。モニターを26インチに拡大してコース上に障害物を追加するなどした『TX-1』のバージョンアップ版。
日本市場に出回ったものは『TX-1』からの改造が多く、筺体のメーカーロゴが旧「TaZMI」のままになっていた。
- バギーボーイ（1985年8月）
マルチスクリーンゲーム第三弾。バギーカーでコース中の障害物を避けながら旗やゲートを通過してポイントを獲得する3Dレースゲーム。海外ではAmiga、コモドール64やZX Spectrumなどへの移植版がElite Systemsから発売されている。
- ロックオン（1986年10月）
コクピット視点の3Dフライトシューティング。遠くの敵機をヘッドアップディスプレイでロックオンして撃墜する、ナムコの『エアーコンバット』に似たコンセプトのゲーム。
- グレイアウト（1987年10月）
体感ゲーム第一弾。自機が戦闘機の3Dシューティングでセガの『アフターバーナー』に似た内容。ミッション毎に空母からの離陸と着艦があり、ミッションが進むとエリアの分岐もある。AMショーの出展に留まり製品化はされなかった。
- アパッチ3（1988年10月）
体感ゲーム第二弾。自機が戦闘ヘリ（AH-64 アパッチ）の3Dシューティングで、セガの『サンダーブレード』を3Dモードだけにしたような内容。機銃のみで対地・対空の両方を攻撃する。
- ラウンドアップ5（1989年10月）
マルチスクリーンゲーム第四弾。犯人の車を追跡して体当たりでダメージを与えて検挙する、タイトーの『チェイスH.Q.』に似た内容。犯人の車は大量のロボットバイクで護衛されている。
- サイクルウォーリアーズ（1991年）
『ラウンドアップ5』を二輪車にコンバージョンしたような内容。四人同時プレイが可能。
- ビッグファイト（1992年12月）
格闘ゲーム。ゲームスタート時に「ミッションモード」を選ぶとベルトスクロールアクションゲームタイプ、「VSモード」を選ぶと対戦格闘タイプのゲームとなる。ミッションモードではステージクリア時に前のステージで倒したボスが仲間に加わり、次のステージから使用できるという変わったシステムがある。VSモードではボスを含む全てのキャラクターが最初から選択可能。
同社では唯一の大型筐体ではない汎用筐体のアーケードゲームとなった。